# Estación de esquí de Lunada
La estación de esquí de Lunada está situada en cordillera Cantábrica de la provincia de Burgos, comunidad autónoma de Castilla y León, España. Actualmente se encuentra clausurada.

## Descripción
Situada en la provincia de Burgos, esta es una de las estaciones de esquí más pequeñas de España. Sus pistas se conocen por los colores de las pilonas de los remontes, rojo, verde, azul y amarillo.
Es especialmente indicada para los nuevos aficionados que aún no conocen toda la técnica del esquí, ya que al ser sus pistas cortas y de poca dificultad, es ideal para el aprendizaje de este deporte.
Además de la práctica del esquí y el snowboard, la estación de esquí y su entorno son un lugar ideal para la práctica del montañismo invernal, con bonitas ascensiones que alcanzan los 1707 metros de altitud. (http://lunada.org/)
Con sus apenas 1300 metros de altitud de cota mínima, se convierte en la estación de esquí con menos altitud de España.
Actualmente está gestionada por la empresa Snowmountain.

## Historia
Durante la temporada 2013-2014 la estación permaneció cerrada debido a que la estación entró en concurso tras la negación de la empresa que gestionaba la estación a pagar el alto canon que era necesario abonar para continuar con su explotación. 
En la temporada 2014-2015 se reabrió a manos de la empresa local Lunada Montaña Viva S.L. (https://web.archive.org/web/20141011224459/http://estacionlunada.com/) que fue la ganadora del concurso frente a la cántabra UTE Snow Mountain. El objetivo de esta empresa era el de reactivar la estación invernal junto a la idea de situarla de nuevo en el mapa y además de ello, desarrollar una serie de actividades durante todo el año en el entorno de la estación para conseguir general riqueza en la zona y en la comarca de Las Merindades.
Tras una nefasta gestión, esta empresa renunció al final de la misma temporada (2014-2015) al no abrir ningún día los remontes y por lo tanto no cumplir con las condiciones establecidas en el contrato. Actualmente en Ayuntamiento de Espinosa de los Monteros está debatiendo las diferentes posibilidades de uso de la estación invernal.
Actualidad:
En octubre de 2015 el nuevo grupo municipal de Espinosa sacó un nuevo concurso donde de nuevo se presentó la UTE Snow Mountain, que fue la ganadora del mismo y por tanto la encargada de la gestión de la Estación de Esquí durante la temporada 2015-2016. Después de esta temporada el ayuntamiento espinosiego procederá de nuevo a la realización de un nuevo concurso pero, esta vez, en él se dispondrá de más hectáreas para poder llegar hasta el Pico de la Miel.
UTE Snow Mountain invertirá esta temporada 152.000 € que irán destinados a la reforma y equipamiento de la cafetería y actualizar el telebaby dándole un mayor recorrido y poner en marcha el telesquí-1. En proyecto tienen el poder tener un cañón de nieve artificial para que toda la temporada haya nieve, acoger una prueba de la copa cantábrica puntuable a la copa de España de esquí de montaña y la realización en verano de actividades de turismo activo, bici de montaña, parques de aventura con barrancos, tirolinas,… Así mismo, prevén crear ocho puestos de trabajo en la temporada invernal y a medio plazo poder tener un telesilla que llegue al Pico de la Miel  (según la entrevista a Jesús Gutiérrez, uno de los socios de UTE Snow Mountain para Radio Espinosa Merindades --> https://www.ivoox.com/player_ej_9195778_4_1.html?c1=ff6600 ).

## Servicios
Refugio con servicio de bar-cafetería, alquiler de material de esquí, escuela de esquí, guardaesquís, primeros auxilios básicos, aparcamiento, etc.
Actualmente la nueva gestora ofrece actividades y excursiones en el entorno como raquetas o esquí de fondo a distintos niveles, supervivencia, noches a la intemperie, etc.

## Cómo llegar
- Llegando desde Burgos: (saliendo por Villatoro) uno debe tomar la  N-623  o N-627 (carretera de Santander) hasta Sotopalacios pasado el pueblo debe desviarse hacia la derecha tomando la  CL-629  dirección Villarcayo (viene indicado), sigue por el páramo de Hontomín y baja el puerto de La Mazorra hasta llegar a Valdenoceda, donde continuará por la  N-232  pasando el desfiladero de "Los Hocinos" hasta el cruce siguiente a Incinillas, en el cruce siguiente a Incinillas sigue recto dirección Villarcayo por la  CL-629 , una vez que cruce la localidad Villarcayo continúe por  CL-629  hasta El Crucero y en la rotonda tome la salida hacia Espinosa de los Monteros por la  BU-542  y continuar por esta vía hasta localidad para después tras pasar la plaza de la villa desviarse por la  BU-572  dirección Las Machorras. Pasaremos por el pueblo de Bárcenas y Las Machorras continuando unos dos kilómetros hasta desviarnos a la derecha dirección "portillo de Lunada"/"estación de esquí" a partir de ahí se comienza la ascensión y ya en el kilómetro 6,5 aprox. se cogerá un giro a la izquierda hasta el refugio y las pistas. "1h y 40 min."

- Llegando desde Bilbao: (saliendo del viaducto de Sabino Arana) uno debe incorporarse a la  A-8  dirección Santander a poca distancia debe tomar la salida de Valmaseda que le llevará por el corredor del Cadagua  BI-636  hasta el límite provincial en Valmaseda donde la carretera se denomina  CL-629 , sigue hasta la gasolinera de Bercedo, donde seguirá por la  N-629  hasta la rotonda del Crucero, y allí deberá tomar la salida con dirección Espinosa de los Monteros por la  BU-542  y continuar por esta vía hasta localidad para después tras pasar la plaza de la villa desviarse por la  BU-572  dirección Las Machorras. Pasaremos por el pueblo de Bárcenas y Las Machorras continuando unos dos kilómetros hasta desviarnos a la derecha dirección "portillo de Lunada"/"estación de esquí" a partir de ahí se comienza la ascensión y ya en el kilómetro 6,5 aprox. se cogerá un giro a la izquierda hasta el refugio y las pistas. "1h y 15 min."

- Desde Cantabria: San Roque de Riomiera ascendiendo por la  CA-643  correspondiente al "portillo de lunada" nos conduce hasta la  BU-572  y desde allí descenderemos unos 2 kilómetros que va hasta el refugio y las pistas.

FERROCARRIL:

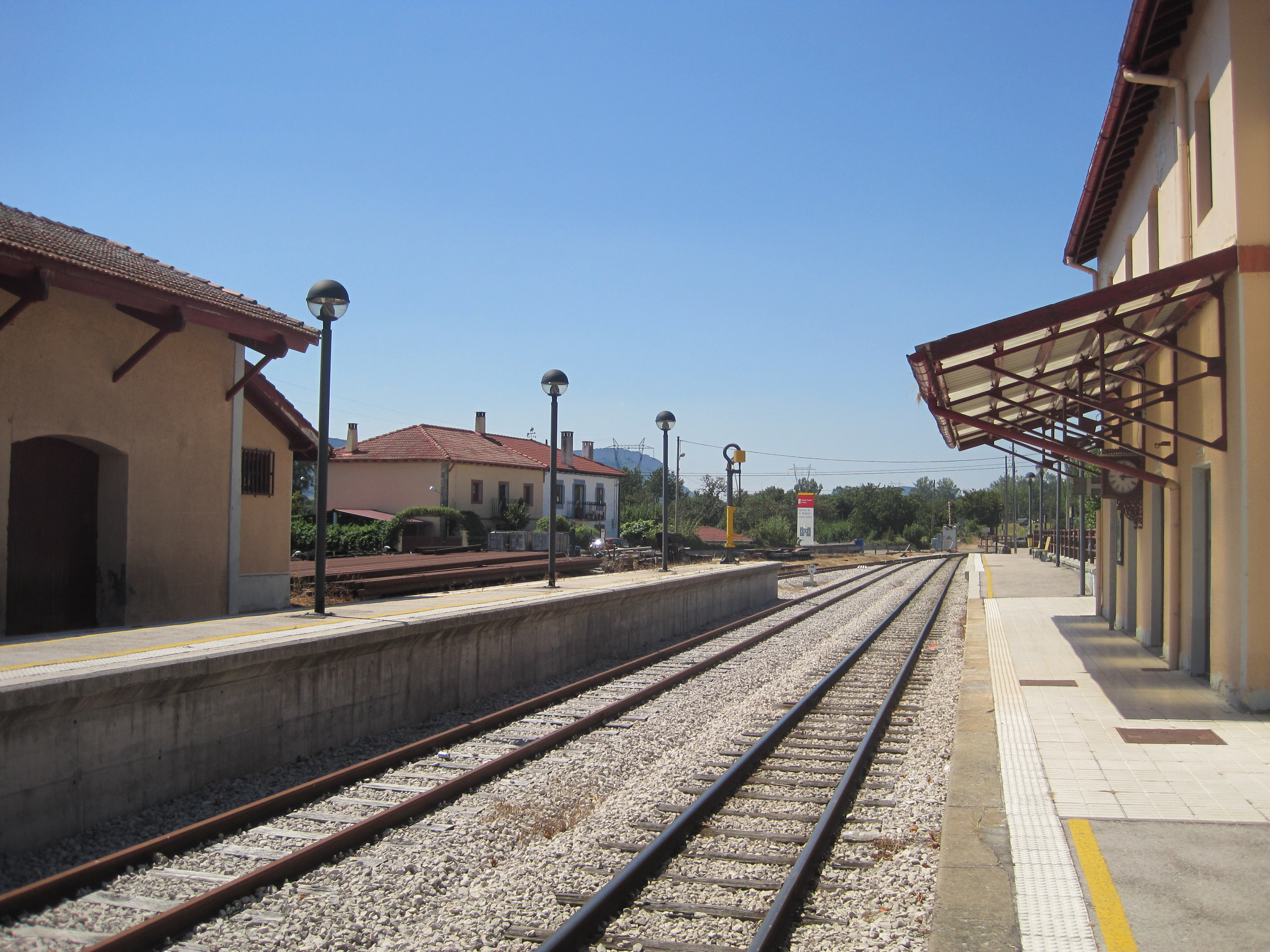
Estación de FEVE de Espinosa. Conecta la villa diariamente con las ciudades de León y Bilbao, con parada en otros municipios de las Merindades.

La localidad es una parada del Ferrocarril de la Robla, una línea de ancho métrico que une La Robla (León) con Bilbao.
La estación, situada en la entrada de la ciudad por la carretera de Burgos, ofrece todos los días dos conexiones:
- Espinosa -> Bilbao. Salida a las 19h 35m, completando su recorrido en aproximadamente 2h.

- Espinosa -> León. Salida a las 16h 20m, con duración de 5h 28min.

A lo largo de ambos recorridos, el tren realiza parada en varios municipios de la provincia, entre las cuales destacan Arija, Pedrosa de Valdeporres o Villasana de Mena desde las cuales se puede llegar a Espinosa.